# 古印地安人
古印第安人是指最初进入美洲并定居的人，时间在美洲大陆的更新世晚期的后冰川时期。“古印第安人”一詞特指西半球的石器时代，不同于旧石器时代（Paleolithic）。
有证据表明在公元前45,000年至前12,000年（47,000年至14,000年前），狩猎大型动物的猎人越过白令海峡（此时为冰桥），从欧亚大陆来到北美大陆。一些孤立的狩猎采集者随着大群的食草动物一起迁移到阿拉斯加。自公元前16500年至前13500年（18500年至15500年前），冰已融化的太平洋沿岸和北美的山谷被利用。这使得动物，紧随着人类，向南迁移进入内部地区。人类步行或使用原始的船只沿着海岸线前行。确切的日期和人类在新世界的前进路线仍然在持续的争论中。
石制工具，特别是尖头器和刮削器，是人类在美洲最早活动的主要证据。考古学家和人类学家利用制作切成石器片状的工具对文化时期进行分类。科学证据已经将美洲的土著居民和亚洲人种联系在一起，特别是东部西伯利亚人们。美洲原住民已与西伯利亚的人口联系。主要分类有语言，分布血型和基因构成，这个由分子数据，比如DNA所反映。